# موقد كريات الخشب

مقطع راسي لموقد الكريات الخشب.

موقد كريات الخشب هو مُنْتَج مشابه لموقد الخشب. فهو أيضا يستخدم الوقود الصلب (ونعني كريات خشب صغيرة) وتستعمل لتدفئة أي نوع من البيئات.
الحرارة الصادرة عن الاحتراق تبث إلى البيئة عن طريق شبكة امامية بالإشعاع من خلال السطح.
غلاف الموقد يمكن ان يكون من خزف أو الفولاذ. السيراميك لا يلسع ويحتفظ بالحرارة لمدة طويلة، في حين أن الفولاذ يمكن أن يصل إلى درجات حرارة مرتفعة ولكن يبرد بسرعة.
الاختلافات الرئيسية مقارنة بموقد الخشب هي كما يلي؛ فموقد الكريات الخشب:
- يتطلب وجود صلة بشبكة الكهرباء كما يحدث مع الأجهزة المنزلية.
- أنظف بكثير لأنّه يلغي الحاجة لنقل الخشب من المخزن إلى المسكن.
- لا يسمح بتسرب الدخان إلى البيئة الداخلية، هذا لأن له باب مغلق بإحكام (يُفتح فقط للتنظيف الذي ينبغي القيام به عندما يكون الفرن مطفئ وبارد)
- مدخنته أصغر ويعمل أيضاً بتهوية قسرية لأن الموقد له مروحة داخلية التي تقوم بإجلاء الدخان الناجم عن الاحتراق.
- حد أدنى في إنتاج الرماد وبهذا الكريات الخشب يُوَفِّر تكلفة التخلّص من إنتاج النفايات
- خفض انبعاثات ثاني أكسيد الكربون بنسبة 25 ٪ مقارنة بموقد الخشب